# Blaue Federlibelle

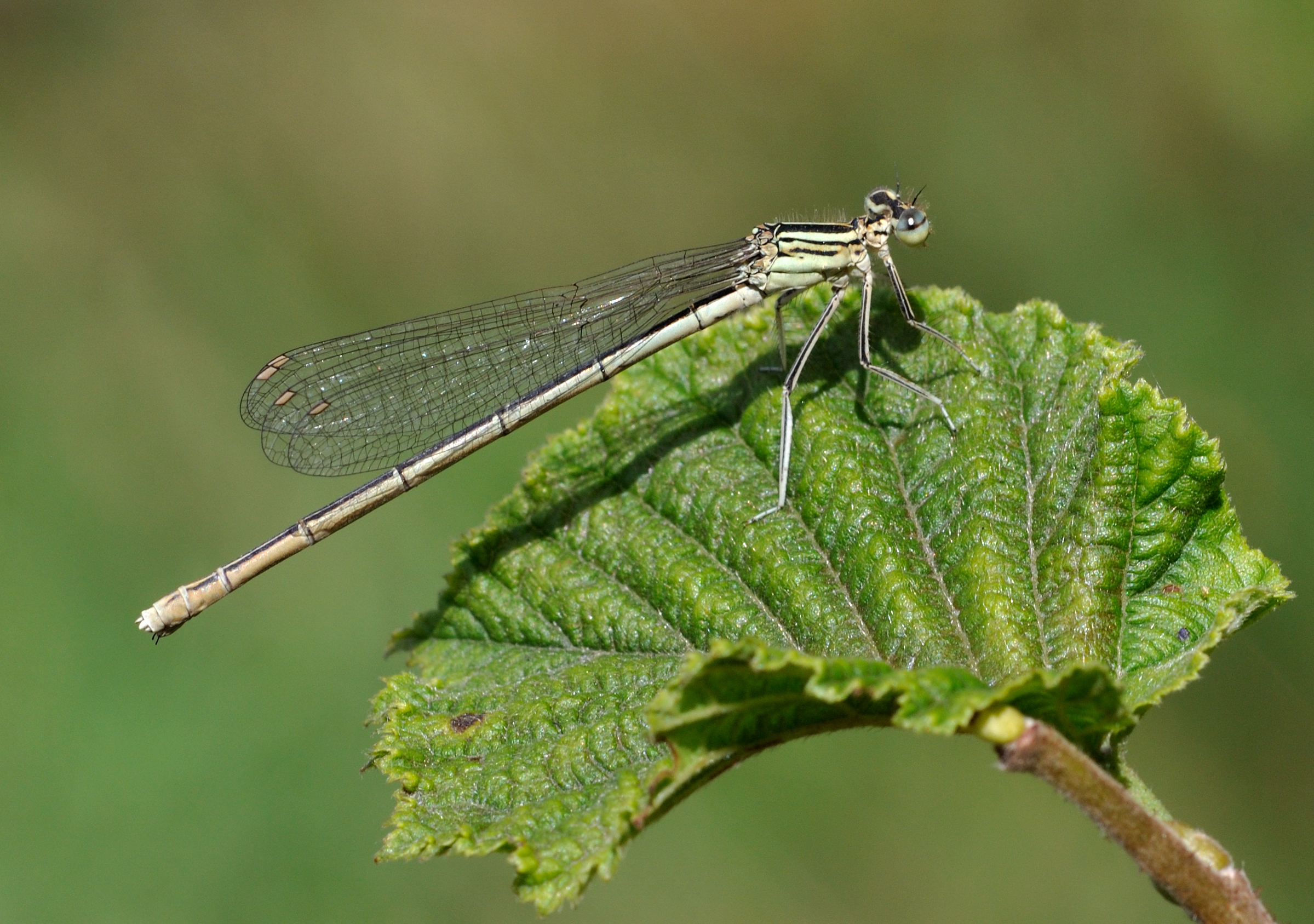
Weibchen

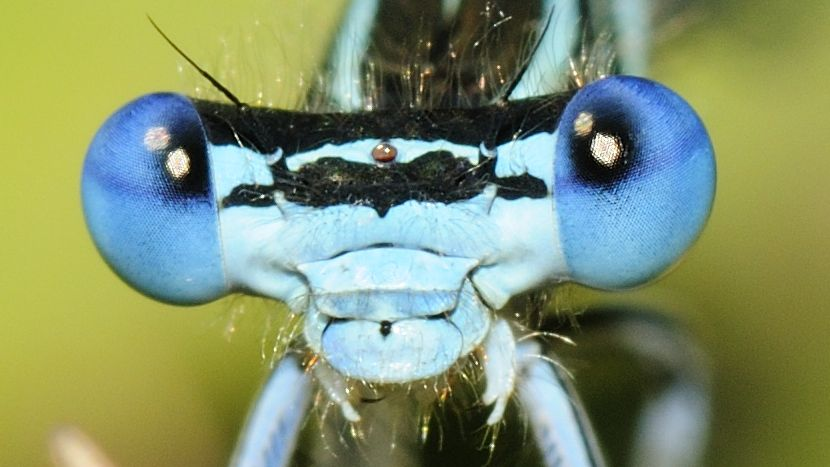
Porträt eines Männchens

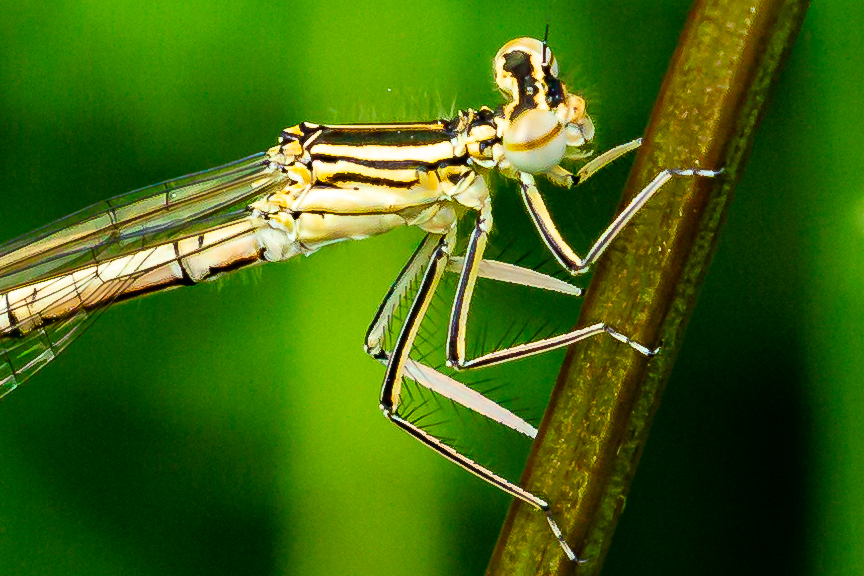
Seitenansicht des Thorax der Blauen Federlibelle mit der charakteristischen Zeichnung und den typischen Tibien mit Dornen

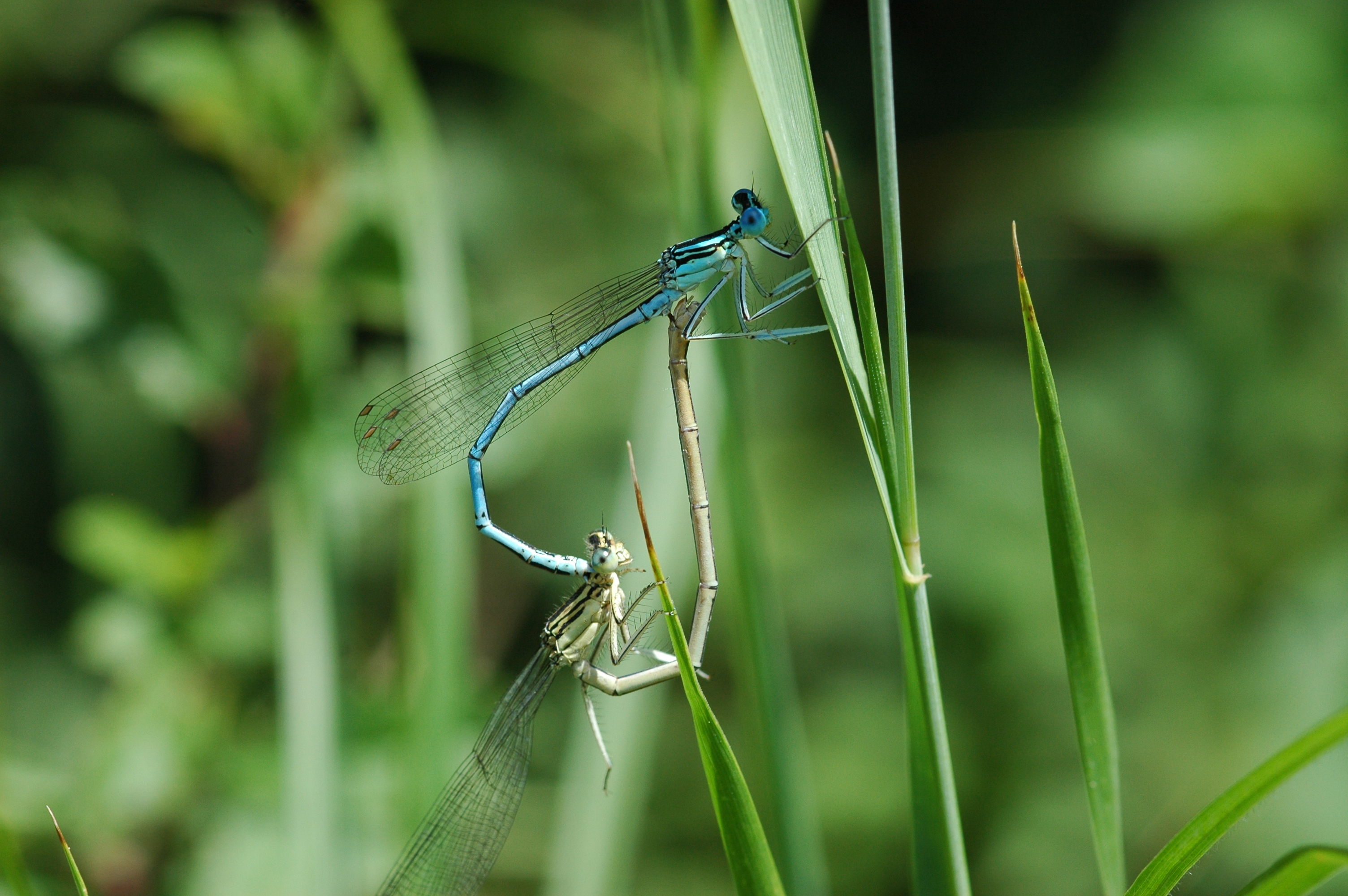
Paarungsrad

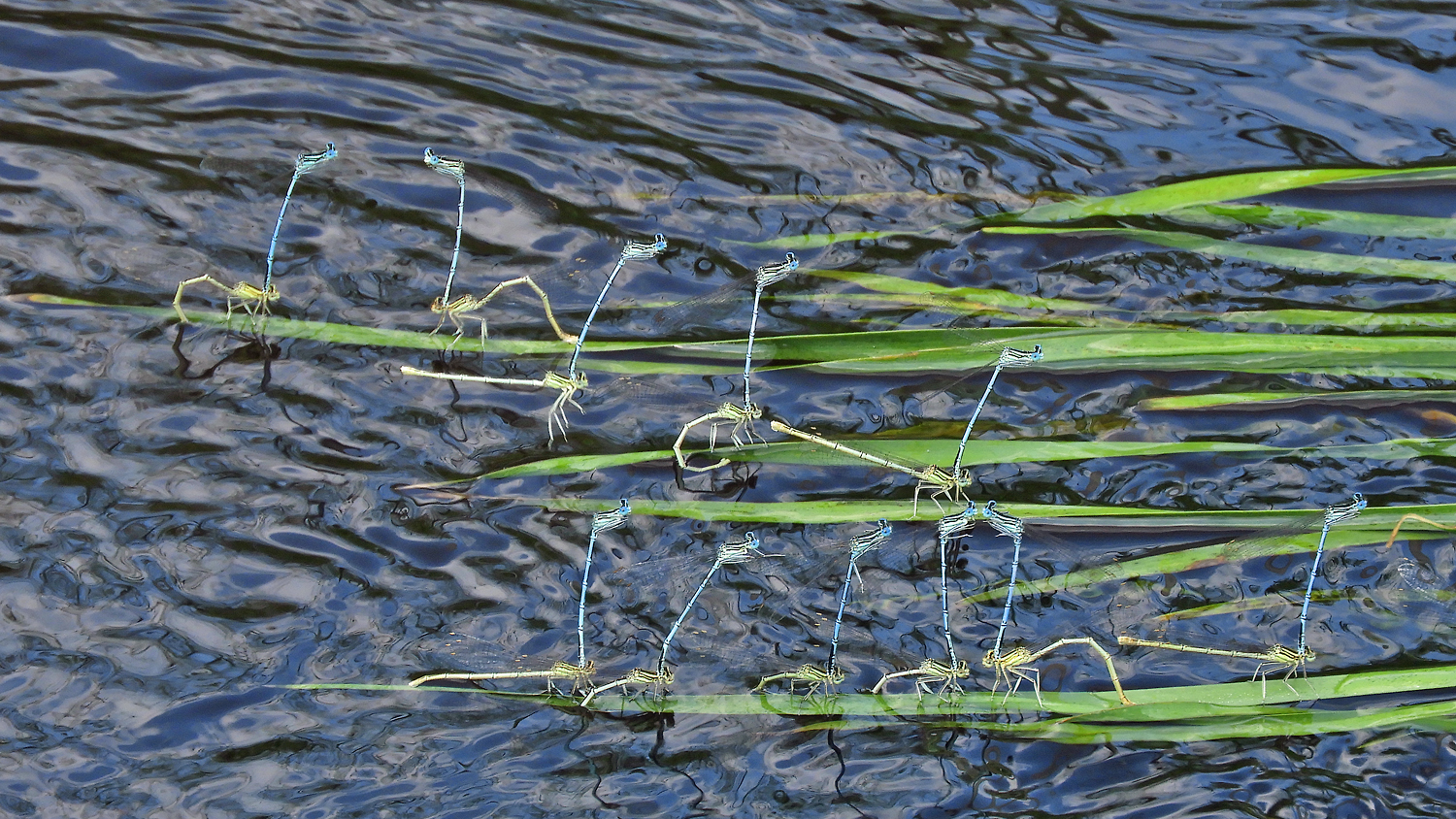
Paare bei der geselligen Eiablage an flutender Vegetation

Die Blaue Federlibelle (Platycnemis pennipes), früher auch häufig als Gemeine Federlibelle bezeichnet, ist eine Kleinlibellenart aus der Familie der Federlibellen (Platycnemididae).

## Merkmale

### Merkmale der Imago

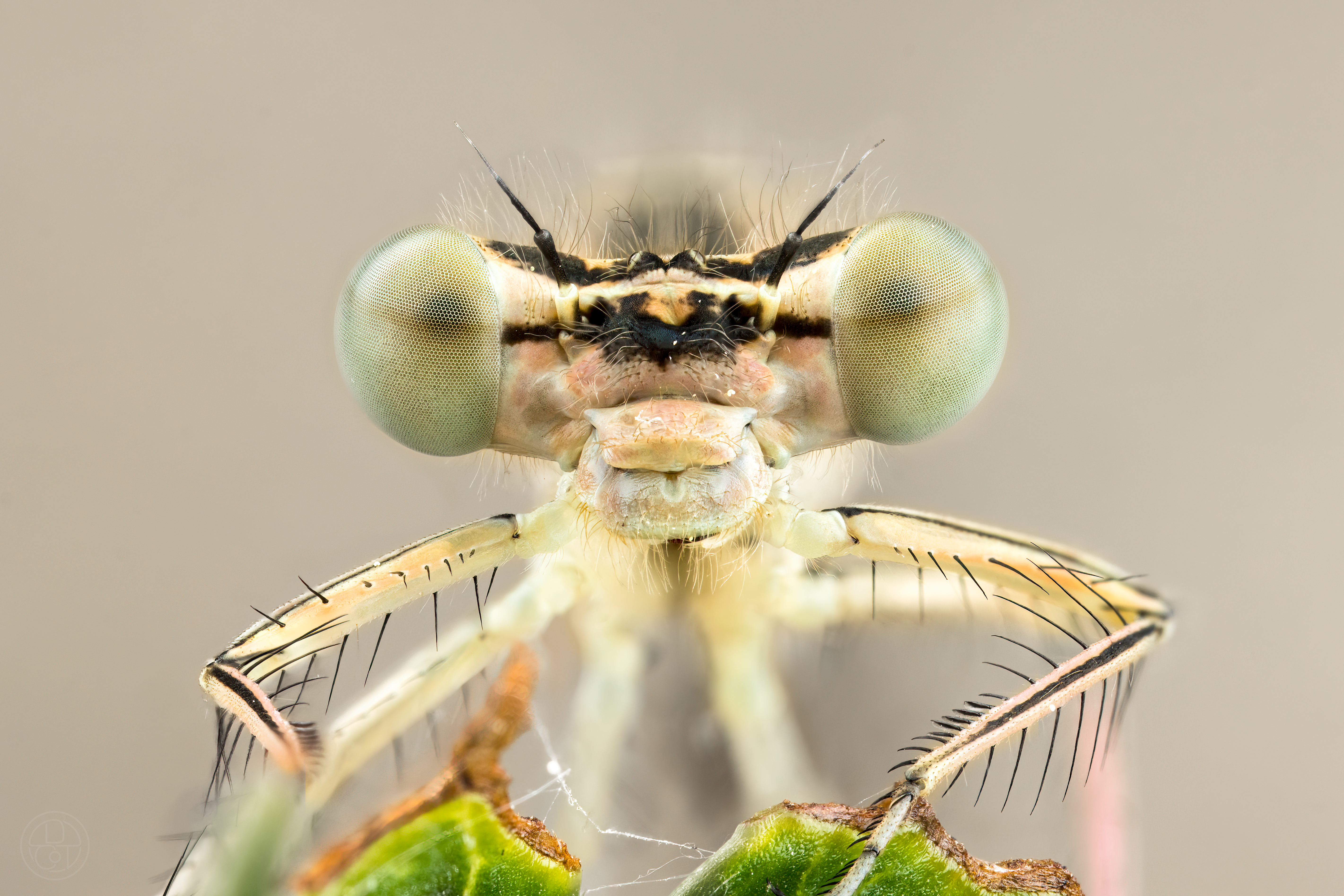
Blaue Federlibelle (Platycnemis pennipes), Weibchen

Die Blaue Federlibelle ist 3,5 cm lang, bei einer Flügelspannweite von 4,5 cm. Die Art ist den Schlanklibellen (Coenagrionidae) auf den ersten Blick sehr ähnlich. Allerdings sind bei den Federlibellenarten die weißlichen Schienen (Tibien) der Hinter- und Mittelbeine verbreitert und mit fischgrätenartigen Dornen besetzt, was ihnen ein federähnliches Aussehen verleiht.
Charakteristisch ist auch der doppelte Antehumeralstreifen auf beiden Thorax-Seiten, an dem Federlibellen gut identifiziert werden können, ebenso der breite Kopf mit weit auseinanderliegenden Augen. Blaue Federlibellen sind geschlechtsdimorph. Während Männchen blass-hellblau mit blauen Augen sind, haben Weibchen eine weißlich-cremefarbene, gelegentlich auch grünliche oder bläuliche Färbung mit entsprechender Augenfarbe.

### Merkmale der Larven
Die Larven der Blauen Federlibelle sind undurchsichtig und mit einer Länge von 18–24 mm eher klein. Ihre Farbe variiert von Hellbraun bis zu einem fast schwarzen Farbton, wobei sie häufig mit Detritus bedeckt sind. Sie haben ein dreieckiges Prämentum, das an der Innenseite häufig mit vier Borsten besetzt ist. Der Hinterleib ist sägeförmig, die Beine gestreift. Die Kiemenblättchen sind 5–8 mm lang und in Form und Zeichnung sehr variabel. Sie haben fadenförmige Anhängsel.

## Lebensraum und Verbreitung
Die Blaue Federlibelle pflanzt sich sowohl in Stillgewässern als auch in langsam fließenden Gewässern fort, wobei sie in Fließgewässern mit gutem Bestand an Wasserpflanzen die höchsten Individuendichten erreicht. Dabei meidet sie temporäre und flache Gewässer, Moore oder Bergbäche mit hoher Fließgeschwindigkeit.
Die Art gilt als ponto-kaspisches Faunenelement (Verbreitungszentrum in Südosteuropa und Westasien), hat sich nacheiszeitlich aber auch nach Mittel- und Westeuropa ausgebreitet. Es handelt sich um eine Art der tieferen, wärmebegünstigten Lagen, die hauptsächlich bis in Höhen von weniger als 500 m NHN vorkommt. Über 800 m NHN kann sie sich nur noch in Ausnahmefällen fortpflanzen.

## Fortpflanzung

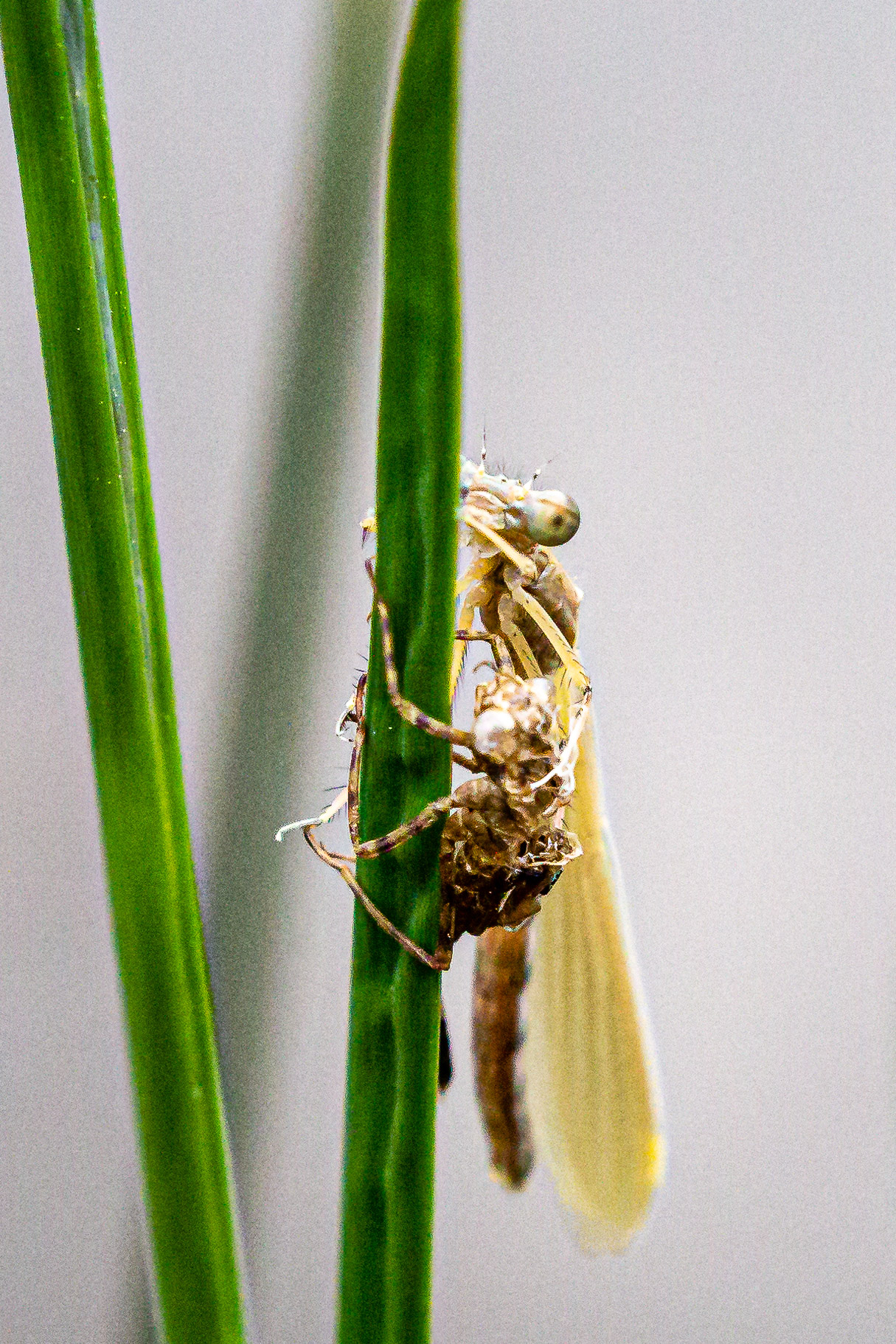
Frisch geschlüpftes Exemplar mit Exuvie

Die Männchen finden ihre Partnerin in der Regel nicht am Ufer, sondern suchen dafür die Umgebung ab, wobei sie sich deutlich weiter als andere Kleinlibellenarten vom Ufer entfernen. Die Paarung dauert zwischen 7 und 73 Minuten. Als Eiablagesubstrat, in das die Eier an der Oberfläche oder direkt unterhalb eingestochen wird, dient ein breites Spektrum an Material, wobei auch Totholz oder Wurzeln genutzt werden. Tauch- und Schwimmblattpflanzen werden jedoch bevorzugt. Die Eiablage erfolgt häufig in Gruppen, da Paare gerne in der Nähe von anderen Paaren landen.
Die Larven überwintern, die Emergenz (Schlupf der Fluginsekten) erfolgt im Mai und Juni des folgenden Jahres.